# جون ويلسون (مقدم برامج إذاعية)
جون ويلسون (بالإنجليزية: John Wilson)‏ هو صحفي بريطاني، ولد في 2 أغسطس 1965.